# Días Ecuménicos de Plötzensee
Los Días Ecuménicos de Plötzensee son un anual programa de actividades que debe recordar a los mártires y a las víctimas del nacionalsocialismo. Estos días tienen lugar preferentemente en la iglesia católica Maria Regina Martyrum y en el Centro cívico Plötzensee cerca del Lugar Conmemorativo Plötzensee. Los organizadores son el eclesiástico municipio protestante Charlottenburg-Nord y el convento Regina Martyrum, a partir de 2010 también el ecuménico centro conmemorativo Plötzensee “Christen und Widerstand”.
Cada año los Días de Plötzensee tienen lugar el 23 de enero, el día de la muerte de Helmuth James Graf von Moltke, y el 27 de enero, el Día Internacional de Conmemoración en Memoria de las Víctimas del Holocausto. Al lado de los puntos de programa culturales como óperas, conciertos y representaciones teatrales; discursos y vísperas son elementos fijos del programa de actividades. 
Ponentes y predicadores eran hasta ahora entre otras cosas Clarita von Trott zu Solz, Rosemarie Reichwein (1992), el obispo jubilado Albrecht Schönherr (1996), Friedrich-Wilhelm Marquardt (1998), Jizchak Schwersenz (1999), Günter Brakelmann (2009) y Andreas Maislinger (2010).

## Temas
•	1992: El Círculo de Kreisau y su significación actual
•	1993: Renate Wind: La rueda cae en el radio – Dietrich Bonhoeffer
•	1994: Friedrich Georgi: Hemos arriesgado el último; Wörmann: Resistencia en Charlottenburg
•	1995: Para el quincuagésimo día de la muerte de Helmuth J. von Moltke 
•	1996: Sobre Dietrich Bonhoeffer y el seminario para predicadores en Finkenwalde 
•	1997: Sigrid Jacobeit: Ravensbrück 
•	1998: Ser cristiano después de Auschwitz 
•	1999: Jizchak Schwersenz 
•	2000: Hans Krása: Brundibár 
•	2002: vísperas ecuménicas
•	2003: Harald Poelchau 
•	2005: "60 años después" 
•	2006: Para el centésimo cumpleaños de Dietrich Bonhoeffer
•	2007: "Madre Marija Skobtsova – Mártir de Ravensbrück" 
•	2008: "Lugar del valor" („Héroes callados") 
•	2009: Helmuth James von Moltke – En el país de los ateos
•	2010 (planificado): Franz Jägerstätter